# Изгнание
Изгна́ние (exilium, bannissement, Verbannung) — принудительное выселение гражданина государства за пределы государства. Человек, которого изгнали — изгна́нник или вынужденный эмигрант. Так как согласно конституции гражданин РФ не может быть в качестве наказания изгнан из страны, сегодня под изгнанием обычно имеется в виду вынужденная эмиграция под давлением репрессивных методов правительства, таких как угрозы, административное и уголовное преследование и другие.  
Изгнание не следует путать с ссылкой, а также высылкой. Ссылка — выселение в пределах государства, на его периферию, без права выбора места проживания. Высылка — запрет на проживания в определённых местностях (обычно столичных и иных крупных городах). В отличие от ссылки, высланные избирали место работы и жительства самостоятельно.
Изгнанию могут подвергаться народы и институции (например, папство или правительство). Правительство в изгнании -- правительство страны, покинувшее ее и доказывающую свою легитимность из-за пределов этой страны.
Раньше под изгнанием подразумевали более общее значение: наказание в виде перемещения лица или группы лиц с места обычного проживания (в деревне, селе, городе, области, стране (крае) государстве) под страхом тюремного заключения или казни. 

## В древности
В глубокой древности изгнание было крайне тяжёлым наказанием для человека: изгнанный лишался покровительства богов и защиты закона. И известно оно уже в Ветхом Завете, в античном праве (др.-греч. εξορία, лат. exilium, юридически отличалось от ссылки (лат. relegatio), при которой наказанному назначается конкретное место проживания).
В Древней Греции изгнание назначалось путём голосования, и сохранилось в форме остракизма. Позже сменилось добровольным удалением и ссылкой. 
Римское право разрешало изгнание (relegatio) любого нежелательного человека из Рима по постановлению магистратуры, и он часто использовался для удаления иностранцев. В 161 году до нашей эры некоторые учителя риторики и философии были изгнаны из города. В 155 году до нашей эры прославленное посольство философов, состоящее из Карнеада (академик), Диогена (стоик) и Критолая (перипатетик), было отправлено из Афин в Рим, где их учения вызвали настоящую сенсацию, и под давлением консерваторов они были вынуждены уехать. Позже в Древнем Риме правом приговаривать осуждённого к изгнанию обладал римский Сенат.
Изгнанию из Флоренции подвергся Данте Алигьери.
Изгнание — один из двух приговоров, которые выносили Фемические суды; вторым была смертная казнь.

## Применение в XX веке
На начало XX столетия изгнание существовало во французском праве за политические преступления. Также в XX веке изгнание во многих государствах стало применяться по политическим и идеологическим мотивам. В изгнании оказывались целые народы, однако происходило это уже не по решению суда, а в результате насилия на национальной почве (см. Этнические чистки, Геноцид армян) или в результате военных действий (Латыши в изгнании).

### В США
Ещё в 1903 году в США принимается закон «Об исключении анархистов» (en:Anarchist Exclusion Act), предусматривавший депортации иммигрантов, симпатизирующих анархистским идеям. В 1918 году этот закон дополняется также законом «Об иммиграции» (en:Immigration Act of 1918), предусматривавшим запрет въезда и депортацию неграждан, которые «не верят или противостоят любому организованному правительству» («who disbelieve in or are opposed to all organized government»).
16 мая 1918 года президент Вудро Вильсон подписал антииммигрантский закон «О подстрекательстве к мятежу» (en:Sedition Act of 1918), призванный поддержать военные усилия Соединённых Штатов в Первой мировой войне, и запрещавший оскорбления правительства или армии Соединённых Штатов в военное время. Почте также разрешалось не доставлять адресатам письма, содержащие таковые оскорбления. Помимо тюремного заключения и значительных штрафов, закон также предусматривал депортации нежелательных иммигрантов.
Кроме того, в связи с вступлением США в войну в 1917 году принимается закон «О шпионаже» (en:Espionage Act of 1917), в соответствии с которым были приговорены к депортации анархисты Эмма Гольдман и Александр Беркман. В 1918 году были депортированы 37 итальянских анархистов во главе с Луиджи Галлеани, организовавшим рассылку бомб ведущим политикам США, и 55 ожидали депортации.
Закон об иммиграции, принятый 16 октября 1918 года, позволял признать радикалом и депортировать любого члена оппозиционной к власти организации. Его первым адресатом стал «Союз русских рабочих». 7 ноября 1919 года, в годовщину Великой Октябрьской социалистической революции, были проведены массовые облавы в его отделениях. Полицейские избивали в кровь всех, кто оказался в этот день в помещениях союза, включая посетителей библиотеки. В Нью-Йоркской штаб-квартире было арестовано 360 человек. В Детройте арестованных было ещё больше, им даже не хватило места в тюрьме.

#### Красная угроза
После Великой Октябрьской социалистической революции в России в США развернулась антикоммунистическая кампания: «Рейды Палмера» направлялись против «красных» — леворадикальных активистов как коммунистического, так и анархического толка. В ходе этой кампании 21 декабря 1919 года 249 уроженцев бывшей Российской империи, включая Эмму Гольдман и Александра Беркмана, были посажены на пароход «Буфорд» («Красный / Советский ковчег») и отправлены в Советскую Россию. 199 депортированных были членами «Союза русских рабочих США и Канады», остальные принадлежали к коммунистической и социалистической партиям, десяток членов к «Индустриальным рабочим мира». Семь человек не имели отношения к политике.
Троих женщин (Эмма Гольдман, Этель Бернштейн и Дора Липкина) разместили в каюте, мужчин в трюме, где на полу стояла вода. В пути многие обитатели трюма болели, Томас Буханов в результате сильной простуды потерял слух. Конвоировали депортируемых инспектор Фрэнк Беркшир, восемь сотрудников иммиграционной службы, шесть офицеров и 58 солдат.
«Буфорд» высадил пассажиров в финском порту Ханко, откуда те дошли до Белоострова, где их с триумфом встретили большевики.
В 1920 году в Соединенных Штатах жило 1,4 млн выходцев из России (1,3 % населения). С 1918 по 1925 год из США было депортировано 979 «иностранцев-анархистов», свыше 10 тыс. человек, преимущественно уроженцев России, были арестованы за симпатии к левым. В созданном по инициативе генерального прокурора США Митчела Палмера новом подразделении Министерства юстиции США — отделе общей разведки Бюро расследований, которым руководил 24-летний Джон Эдгар Гувер, было собрано досье на 150 тыс. человек.

### В Российской империи
В 1914 году, после начала Первой мировой войны, были подвергнуты изгнанию немцы, работавшие в Российской империи, даже весьма пожилые и почтенные люди — например, был выслан в Германию подданный этой страны, главный садовый архитектор Риги Георгий Иванович Куфальдт. Весной 1915 г.  прибалтийских немцев начали высылать этапным порядком в Сибирь и во внутренние губернии, нередко на основании ложных доносов.

### В Советской России
Философский пароход — изгнание большой группы представителей интеллигенции из Советской России. Изгнанию и лишению гражданства подверглись некоторые общественные деятели и работники искусств (А. Солженицын, О. Рабин и др.). В пределе места проживания такое наказание превращалось в ссылку.